# Psellonus planus
Espèce
Synonymes
- Philodromus kendrabatai Tikader, 1966

Psellonus planus est une espèce d'araignées aranéomorphes de la famille des Philodromidae.

## Distribution
Cette espèce est endémique d'Inde. Elle se rencontre au Tamil Nadu, au Kerala, au Karnāṭaka et au Maharashtra.

## Description
Le mâle holotype mesure 5 mm.

## Systématique et taxinomie
Cette espèce a été décrite par Simon en 1897.
Philodromus kendrabatai a été placée en synonymie par Malamel, Nafin, Sankaran et Sebastian en 2019.

## Publication originale
- Simon, 1897 : Histoire naturelle des araignées. Paris, vol. 2, p. 1-192 (texte intégral).